# Pilea costata
Pilea costata är en nässelväxtart som beskrevs av Ellsworth Paine Killip. Pilea costata ingår i släktet pileor, och familjen nässelväxter. Inga underarter finns listade i Catalogue of Life.